# Møvik, Vestland
Møvik är en ort i Øygardens kommun i Vestland fylke i västra Norge. Orten ingår i den sammanväxta tätorten Skoge/Møvik och ligger vid fylkesväg 5242 på den västra sidan av ön Sotra.
Tidigare har orten tillhört dåvarande Fjells kommun i Hordaland fylke.